# 이서준 (가수)
이서준(1998년 ~ )은 대한민국의 가수다. 2020년 싱글 [우주 그리고 별]로 데뷔했다.

## 방송
- 고등래퍼 1 (2017) - Top18(15위)

## 음반
- 고등래퍼 지역대항전 Part.1 (2017)
- 우주 그리고 별 (2020)